# Das schönste Mädchen der Welt
Das schönste Mädchen der Welt è un film del 2018 diretto da Aron Lehmann.
Si tratta di una rivisitazione in chiave moderna del Cyrano de Bergerac di Edmond Rostand.

## Trama
La diciassettenne Roxy si trasferisce a studiare in una nuova scuola. Durante una gita scolastica a Berlino, fa amicizia con Cyril, che viene deriso dagli altri studenti a causa del suo grande naso. Cyril si innamora istantaneamente di Roxy, ma non osa confessare il suo amore perché è troppo timido e perché Roxy sembra essere più interessata al bello Rick, il quale avendo difficoltà nei rapporti sociali non riesce ad avere una normale conversazione con la ragazza.
Nel frattempo il bullo Benno scommette di riuscire a portarsi a letto Roxy e promette di presentare un video come prova del suo gesto. Cyril, per proteggere la sua amata dal ragazzo, le invia meravigliose poesie d'amore scritte di suo pugno facendole passare per il lavoro di Rick in modo tale che lei frequenti quest'ultimo anziché Benno.

## Produzione
Il film ha ricevuto un finanziamento del progetto di 544.000 euro dal Deutschen Filmförderfonds, 400.000 euro dal Filmförderungsanstalt e 300.000 euro dal Medienboard Berlin-Brandenburg. Anche la Filmförderungsanstalt e la Medienboard Berlin-Brandenburg hanno concesso sovvenzioni per i media e la distribuzione per un totale di oltre 800.000 euro.
La musica del film è stata composta da Boris Bojadzhiev, con il quale Aron Lehmann aveva già collaborato per il suo film Die letzte Sau.
Le riprese si sono svolte dal 5 ottobre al 24 novembre 2017 a Berlino.
Il film è uscito il 6 settembre 2018 nei cinema tedeschi ed è stato anche presentato alla Filmkunstmesse Leipzig gezeigt.

## Accoglienza

### Recensioni e risultati al botteghino
Margret Köhler di Hannoverschen Allgemeinen Zeitung descrive Das schönste Mädchen der Welt come una toccante commedia romantica che prende sul serio il suo giovane pubblico.    Il messaggio incoraggiante e chiaro del film è stato "non ti preoccupare degli altri, sii te stesso", che non è solo un bene per i giovani, ha detto Köhler.
La Deutsche Film- und Medienbewertung ha premiato Das schönste Mädchen der Welt con il titolo besonders wertvoll. Il ragionamento della giuria afferma che la storia del quadro francese di Cyrano de Bergerac, che va in guerra, viene trapiantata in una scuola tedesca, è coerente solo perché gli studenti hanno vinto e perso le loro battaglie oggi in classe: "Il film definisce in modo credibile il tono che regna tra i giovani. È anche molto piacevole che qui insegnanti e genitori non siano disegnati, come spesso accade, come cartoni che non hanno mai inviato una e-mail e sono altrimenti inferiori agli adolescenti."
In Germania, il film ha registrato finora 497.512 visitatori.

### Utilizzo nelle scuole
Il portale online kinofenster.de consiglia la visione di Das schönste Mädchen der Welt nelle scuole per i suoi messaggi etici e fornisce materiali del film per l'insegnamento. Nella primavera del 2019 il film sarà presentato come parte delle settimane del cinema scolastico nel Baden-Württemberg, nel Nord Reno-Westfalia e in Baviera.

## Riconoscimenti
- 2018 - Bayerischer Filmpreis
- Miglior film giovanile
- 2018 - Filmkunstmesse Leipzig
- Miglior film giovanile
- Nomination Gilde-Filmpreis Kinder- und Jugendfilm a Aron Lehmann[9][10]